# Erhard Joseph Brenzinger
Erhard Joseph Brenzinger (* 7. April 1804 in Tiengen; † 16. Juni 1871 in Mannheim) war ein deutscher Historien- und Porträtmaler, Zeichenlehrer und Museumsmann.

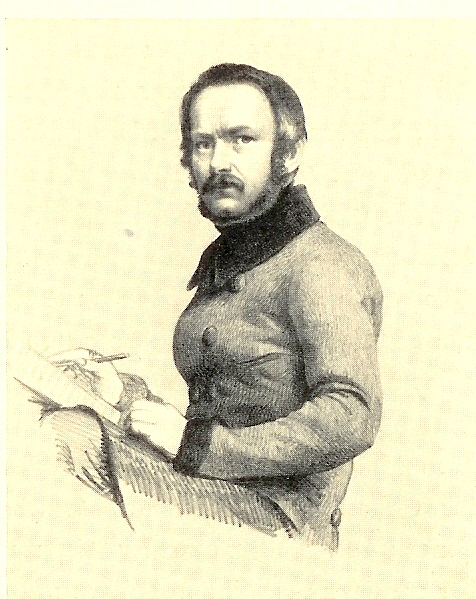
Erhard Joseph Brenzinger, Selbstporträt 1846 (Lithographie)

## Leben
Erhard Joseph Brenzinger wurde am 7. April 1804 in Tiengen bei Waldshut als 13. und letztes Kind des schwarzenbergischen Verwaltungsbeamten Benedict Kaspar Brenzinger und seiner Ehefrau Maria Magdalena Geiger geboren.
Nach dem Abitur am großherzoglichen Gymnasium in Freiburg im Breisgau nahm Brenzinger ein Kunststudium in Mannheim als Meisterschüler von Franz Joseph Zoll auf. In dieser Zeit freundete er sich mit dem späteren badischen Politiker und Finanzminister Karl Mathy an, von dem er 1827 ein erstes Miniaturbildnis anfertigte. Am 4. November 1828 schrieb er sich auf eine schriftliche Empfehlung von Ignaz Heinrich von Wessenberg an der Akademie der Bildenden Künste. in München ein und belegte bei Peter von Cornelius den Schwerpunkt Historienmalerei. 1829 beteiligte sich Brenzinger als Schüler der Akademie mit dem Ölgemälde „Maria mit dem Kinde“ an der Kunstausstellung der Königlich Bayerischen Akademie der Bildenden Künste in München.
1832 zog Brenzinger nach Baden zurück und nahm mit seinen Freunden Friedrich Daniel Bassermann, Mathy und Alexander von Soiron am Hambacher Fest teil. Die Eindrücke verarbeitete er in seiner Federlithographie „Der Zug zum Hambacher Schloss“, die erstmals als Beilage der Zeitschrift „Der Zeitgeist. Volksblatt für Deutschland“, redigiert von Karl Mathy, erschien. Neben der bald in den Hintergrund getretenen Historienmalerei verlegte sich Brenzinger auf die Porträtmalerei und das Kopieren alter Meister. Es folgte ab 1835 ein dreijähriger Studienaufenthalt in Paris. Das wichtigste Werk Brenzingers aus dieser Zeit ist ein im Hochformat gemalter Blick in die Galerie des Louvre.
Aufgrund einer prekären Einkommenslage entschloss sich Brenzinger auf Anraten von Karl Mathy in den Schuldienst zu gehen. Ab 1840 unterrichtete Brenzinger als Zeichenlehrer an der Gewerbeschule in Waldshut. Brenzinger heiratete am 29. April 1840 in Waldshut Auguste Mathy, die Schwester seines Freundes Karl.
1843 zog Brenzinger erneut nach Mannheim und unterrichtete zunächst verschiedene Fächer an der dortigen Bürgerschule, bevor er sich dann ganz auf den Zeichenunterricht spezialisierte. Eine Bewerbung um die Position des Mannheimer Galeriedirektors war 1848 erfolglos. Auch mit seinem Werk die „Hauensteiner Taufe“ von 1856 stellte sich der Erfolg nicht ein. Brenzinger engagierte sich im Mannheimer Altertumsverein von 1859, den er mitbegründet hatte, als Sachverständiger. Als letzte künstlerische Leistung fertigte Brenzinger einen Entwurf zu einer Vedute Mannheims aus der Vogelperspektive. Am 16. Juni 1871 verstarb Brenzinger in Mannheim.

## Bedeutung Brenzingers

Versionen
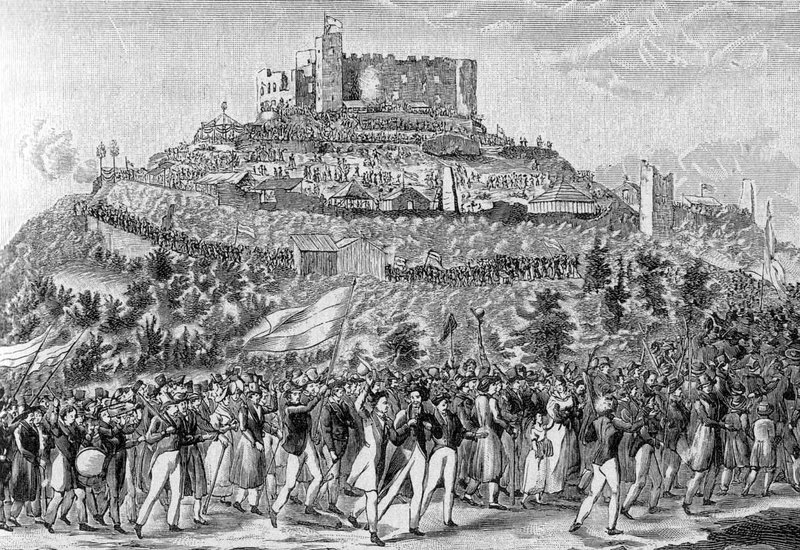
Erhard Joseph Brenzinger, Der Zug zum Hambacher Schloss 1832, nicht koloriert
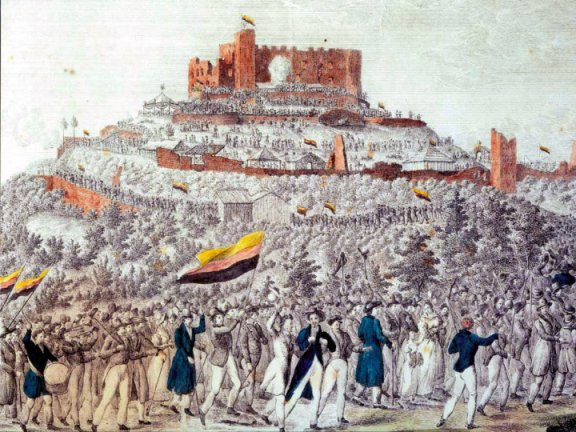
Erhard Joseph Brenzinger, Der Zug zum Hambacher Schloss 1832, teil-koloriert
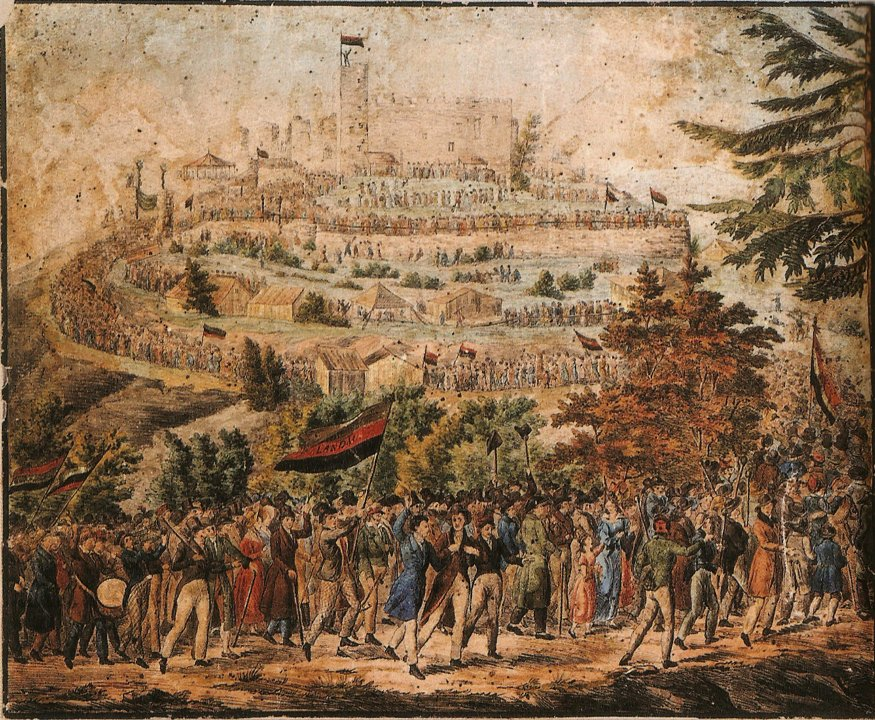
Erhard Joseph Brenzinger, Der Zug zum Hambacher Schloss 1832, voll-koloriert

Brenzingers Werk ist trotz seiner malerischen Qualität weitgehend in Vergessenheit geraten. Seine Radierung „Der Zug zum Hambacher Schloss“, die mittig im Vordergrund des Zuges seine Freunde Bassermann, Mathy und von Soiron zeigt, ist eine der bekanntesten politischen Darstellungen zur deutschen Geschichte des 19. Jahrhunderts.